# مارک‌نسه
مارک‌نسه (به هلندی: Marknesse) یک منطقهٔ مسکونی در هلند است که در نورداوست‌پلدر واقع شده‌است. مارک‌نسه ۳٬۸۹۳ نفر جمعیت دارد.